# (35798) 1999 JJ32
1999 JJ32 (asteroide 35798) é um asteroide da cintura principal. Possui uma excentricidade de 0.22855830 e uma inclinação de 2.91225º.
Este asteroide foi descoberto no dia 10 de maio de 1999 por LINEAR em Socorro.